# Linacre College

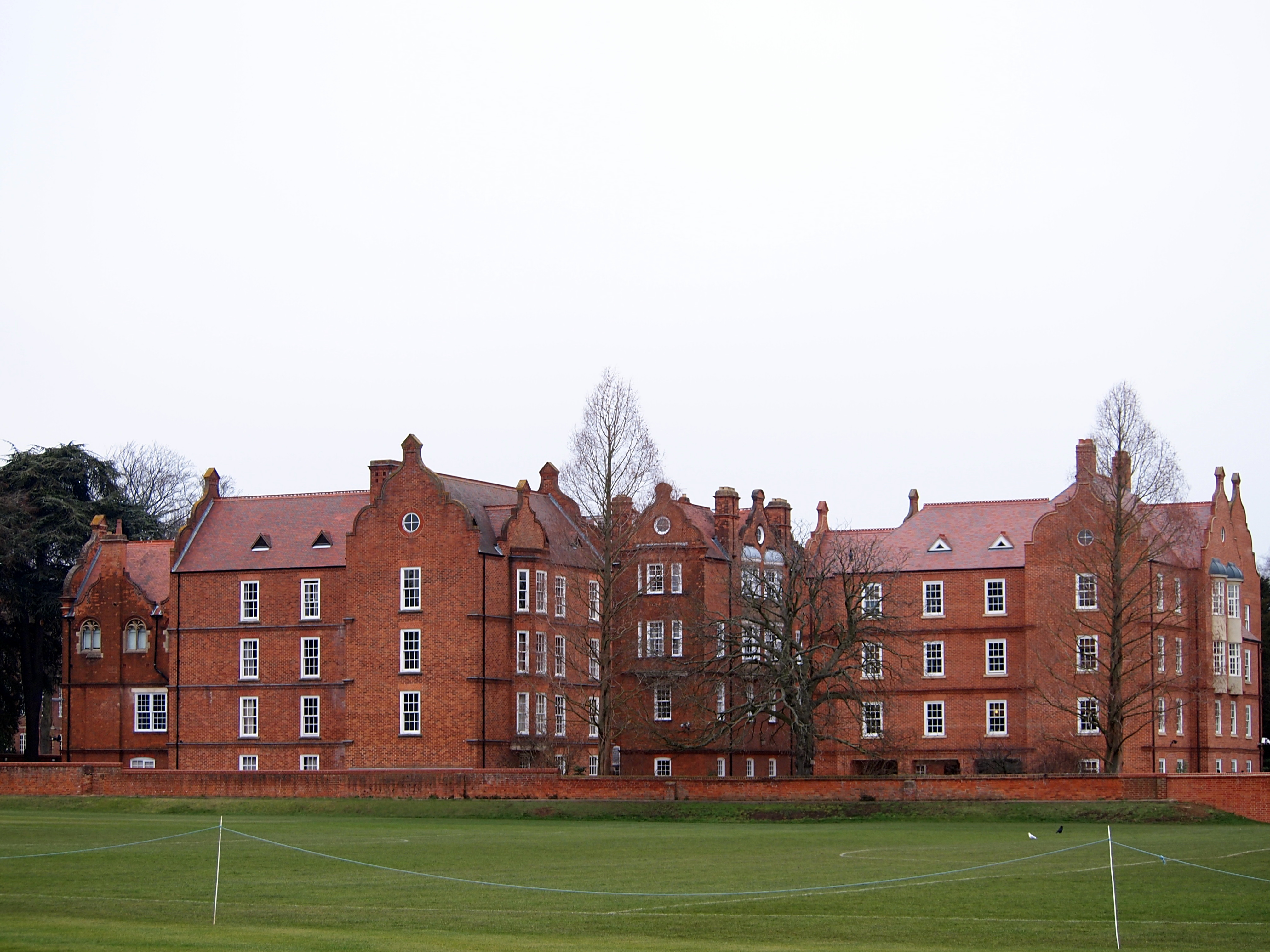
Linacre College

Linacre College är ett college vid Oxfords universitet i England, grundat 1962 som ett graduate society i Oxford för forskarutbildning och det första i Oxford som antog män och kvinnor på lika villkor. Det flyttade till de nuvarande lokalerna vid St Cross Road i östra utkanten av innerstaden 1977 och har sedan 1986 full status som självständigt college inom Oxfords universitet. Colleget har idag omkring 50 Fellows som undervisar och omkring 500 forskarstuderande, varav majoriteten är av icke-brittisk nationalitet.
Colleget uppkallades efter den engelska läkaren och renässanshumanisten Thomas Linacre (1460–1524). Dess motto är No End To Learning.

## Kända alumner
Bland kända alumner från colleget märks astronomen Heather Couper, den japanska politikern Satsuki Eda, vapenexperten David Kelly, teologerna Alister McGrath och Keith Ward, OS-guldmedaljören i rodd och ekonomen Jake Wetzel, samt journalisten Gabriella Windsor.